# Mis adorables entenados
Mis adorables entenados fue una serie costumbrista y de situación ecuatoriana transmitida por la señal de Ecuavisa desde 1989 a 1991. Su origen es de una obra de teatro de La Mueca que fue creada basándose en un comercial de lotería.
Protagonizada por los actores Oswaldo Segura, Andrés Garzón, Héctor Garzón y Richard Barker y las actrices Amparo Guillén (+) y Sandra Pareja.  
Muchos ecuatorianos la consideran como la mejor serie que se ha realizado en la Televisión ecuatoriana, y se mantuvo en altos rating a lo largo de sus presentaciones, la razón de su salida del aire no se conoció. Tuvo 7 spinoffs "Sholoman", "Mis adorables entenados con billete", "Súbete a mi Taxi", "El Show de Felipe" (como programa en vivo en TC Televisión en 1999), "Visa para un Sueño", "Los Entenados" y "Rosendo Presidente". En el 2016 el elenco original de esta clásica serie cómica se reunieron para organizar un reencuentro con exitosas presentaciones teatrales. 

## Antecedentes
En 1988, luego de una gira por Perú y Chile de los actores Héctor Garzón y Oswaldo Segura, con la obra Maestra Vida, pensaron en realizar una obra basada en la cotidianidad de las calles que contenga al hombre trabajador, el que se esmera por estudiar para salir adelante, el vago, el que viene del interior del país y a la madre sufrida, basados en la idiosincrasia de nuestra sociedad y que coexistan entre sí dentro de una familia. La historia fue llevada a televisión como una serie cómica costumbrista para Ecuavisa.

## Sinopsis
La historia trata de los hermanos Vera, hijos de Ángel Vera, con distintas madres, y de su madrastra Lupita, quien es la última esposa de Ángel el cual le encarga a sus hijos mientras él está ausente. Los entenados de Lupita son Pablo, Rosendo, Felipe y Stacy, el último de los Vera que pasó a formar parte del hogar de Lupita. La familia Vera es de clase baja y son habitantes de la ciudad de Guayaquil.

## Personajes
- Ángel Vera: Es el padre de Pablo, Rosendo, Felipe y Stacy, es un mujeriego que encarga a su esposa Lupita, sus hijos.[5]

- Lupita: Es la última pareja y única esposa de Ángel Vera,  madrastra de Pablo, Rosendo, Felipe y Stacy. Ella nunca pudo tener hijos propios con Ángel, hasta que un día logró tener uno a quien llamó Ángelito Vera.[5]

- Pablo: Es el mayor y líder del hogar, es de un carácter serío y agresivo, además de no poder conseguir y mantener un trabajo. Una vez fue boxeador apodado el "Mogollón de Oro" por Felipe.[5]

- Rosendo: Es el más listo y estudioso de la familia, que se prepara para ser doctor. Cada vez que llega de la universidad dice "llegó la alegría del hogar". Felipe lo apoda "El Cabezón".[5]

- Felipe: Es el vago y molestoso de la casa, al que Pablo siempre llama la atención por no preocuparse en conseguir trabajo. Siempre habla de sus amistades "aniñadas" en especial del tan mencionado Mario Fernando, y siempre se queja de su estatus social y de los hermanos que tiene.[5]

- Stacy: Es el más ingenuo de sus hermanos y el último en llegar a casa de Lupita. Nació en Esmeraldas y siempre carga un machete con el cual busca trabaja y se defiende.[5]

- Maribel la Virola: Es la vecina de los hermanos Vera, apodada como la "virola" debido a la desviación de sus ojos. Además está perdidamente enamorada de Felipe, a quien siempre le reitera su amor con la frase “Me tienes loca Felipito”.[11]

## Teatro
La obra nació en el teatro en 1988 con el grupo La Mueca. En 2016 el elenco de la serie se reencontró para hacer una gira en Ecuador y Estados Unidos.

## Elenco
- Oswaldo Segura - Felipe Vera[5][4][3]
- Andrés Garzón - Pablo Vera[6][5]
- Héctor Garzón - Rosendo Vera[6][5]
- Richard Barker - Stacy Vera[5][7][8]

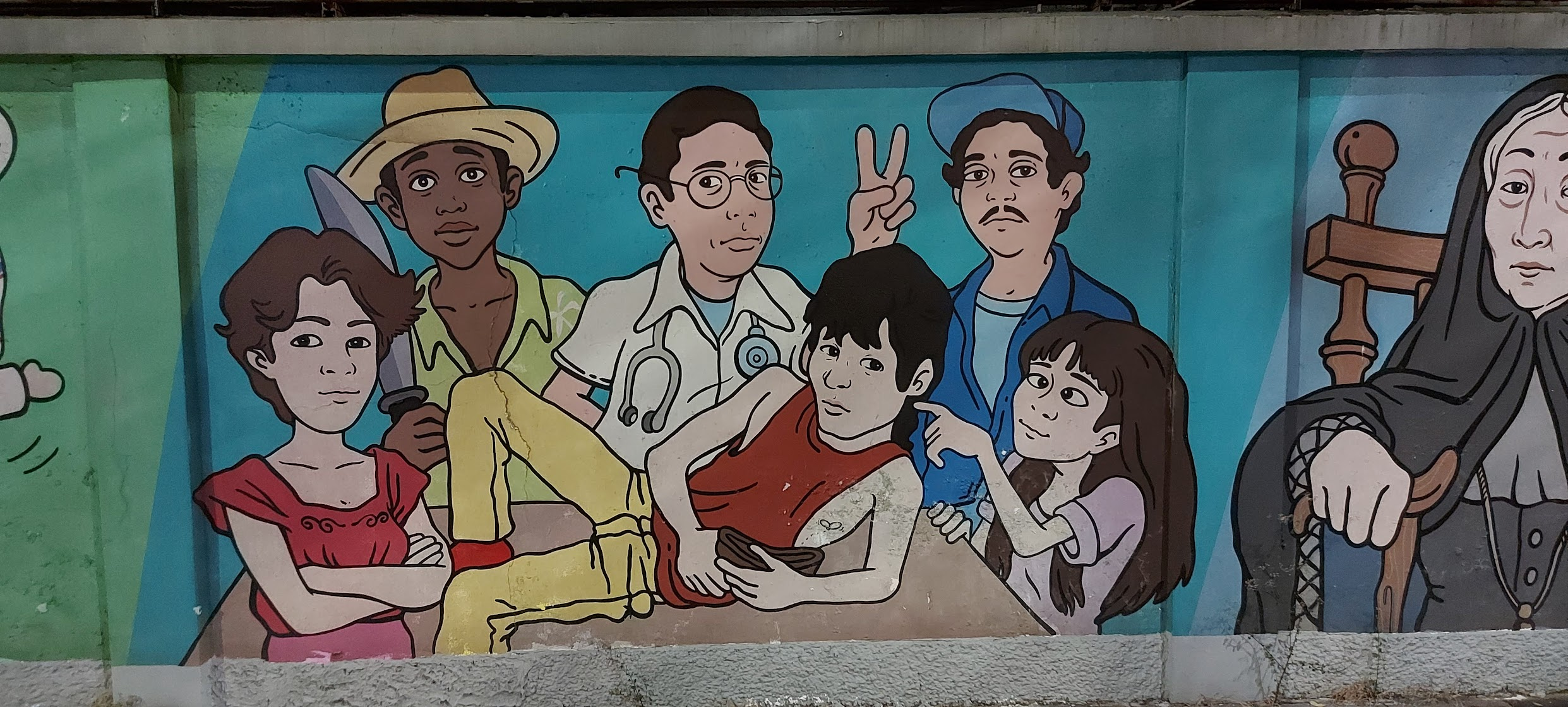
Representación de los actores de "Mis Adorables Entenados" en el Malecón del Salado en Guayaquil (Fotografía tomada 2024)

- Amparo Guillén (+) - Lupe Lopez de Vera "Lupita"[5]
- Sandra Pareja - Maribel "La Virola"[11]

## Otras versiones

### Sholoman
- En 1992 la cadena Teleamazonas realizó la serie cómica Sholoman, teniendo como protagonista solamente a Oswaldo Segura en el papel de Felipe junto a nuevos actores y quien a la vez realizaban comerciales con esta serie.

### Súbete a mi Taxi
- En 1997 la cadena RTS anteriormente Telesistema realizó su serie "Súbete a mi taxi", contando con la participación de los actores Oswaldo Segura y Sandra Pareja en los papeles principales como taxitas y su historia de amor.

### Mis adorables entenados con billete
- En 1997 la cadena RTS anteriormente Telesistema realizó su versión Mis adorables entenados con billete, ya que se basaba en la misma historia pero ubicando a la familia Vera de clase baja a clase alta. Fue protagonizada por el mismo elenco y marcando el debut de Fernando Villarroel a la televisión ecuatoriana.

### El Show de Felipe
- En 1999 TC Televisión estreno la serie El Show de Felipe, protagonizada por Oswaldo Segura. Cuenta la historia de Felipe que vive su vida de manera independiente y las locuras que realiza. En esta versión el elenco principal de 1989 aparecen como personajes invitados.

### Visa para un sueño
- En 2002 la cadena Ecuavisa canal donde se originó la serie reúne al elenco para participar en la serie Visa para un sueño. En esta versión el canal realiza un tributo a las personas que tuvieron que abandonar el país para buscar suerte en otro lado esto a consecuencia de la crisis migratoria de 1999, años más tarde esta historia fue llevaba al teatro.

### Rosendo Presidente
- En 2006 la cadena RTS anteriormente Telesistema, realiza su telenovela Rosendo Presidente quien el personaje principal es interpretado por Héctor Garzón en el papel de Rosendo Vera ya que en la historia Rosendo era el más aplicado de la familia Vera, su sueño es llegar muy lejos y su familia lo lanzan para candidato presidencial. Cuenta con la participación del mismo elenco de 1989 también como personajes principales.

### La escuelita de VCT
- En 2008 la cadena RTS anteriormente Telesistema, realiza dentro del programa de farándula Vamos con Todo un espacio llamado La escuelita de VCT, teniendo como protagonistas a Oswaldo Segura y Sandra Pareja en los papeles principales junto a los presentadores del programa.

### Mis adorables entenados (Teatro)
- En 2016 el elenco original se reúnen para realizar el show Mis adorables entenados a las taquillas del teatro, realizando su publicidad en Ecuavisa, canal donde se originó la serie y en RTS canal donde realizó más versiones.

### Mis adorables entenados (Youtube)
- En 2021 a finales de septiembre se estrenó Mis adorables entenados en su canal de YouTube con el elenco principal sin Stacy quien interpretaba Richard Barker y se une al elenco Danilo Espinosa de los Monteros como Angel Vera

## Mis Adorables Entenados (serie del 2021)
Cuenta la historia de la familia Vera, luego de los acontecimiento ocurridos por la pandemia de COVID-19 en Ecuador, el tiempo ha trascurrido desde la serie de los 80`s, Felipe ha sabido cultivar amistades de alta posición social que lo ayudan ante situaciones adversas; Lupita continúa siendo la madre de familiar abnegada por el bienestar de sus hijastros; Maribel mantiene la esperanza de conquistar el corazón de Felipe; Rosendo ya graduado de doctor, trabaja en el sector de la salud combatiendo el Covid-19; Pablo desistió de buscar trabajos que por su mal carácter siempre terminaba despedido y ahora se dedica a varios emprendimientos. Stacy migró a Europa como uno de los tantos ecuatorianos que migró a España por un mejor porvenir; Al elenco se suma Stacyina hija del hermano menor Stacy la  cual es interpretada por la actriz Kristina Guzmán y quien aporta el cambio generacional en esta familia ficticia de los años 1989.
La nueva temporada de esta serie es transmitida por el medio digital Diblu Tv en el año 2023.